# Gustavo Richard
Gustavo Richard (Rio de Janeiro, 29 de agosto de 1847 — Florianópolis, 18 de outubro de 1929) foi um político brasileiro.

## Vida
Filho dos franceses Henrique Ricardo Richard e Carlota Amélia Anna Coullon Richard, proprietários de uma panificadora, na atual praça 15 de Novembro, em Florianópolis.

## Carreira
Foi vereador em Desterro de 1887 a 1890; vice-presidente de Santa Catarina, tendo assumido o governo de 8 de outubro de 1890 a 12 de junho de 1891 (substituindo Lauro Müller, então na Câmara Federal) e de 21 de novembro de 1906 a 28 de setembro de 1910 -governador eleito de SC; senador, nos períodos sucessivos de 1894 a 1902, e de 1903 a 1906); e, finalmente, deputado federal de 1912 a 1914.
Foi tenente-coronel (18 de setembro de 1890) e coronel (18 de abril de 1891) da Guarda Nacional.